# Gabăr
Gabăr (bulgariska: Габър) är ett distrikt i Bulgarien.   Det ligger i kommunen Obsjtina Sozopol och regionen Burgas, i den östra delen av landet, 300 km öster om huvudstaden Sofia.